# 長野こまち
株式会社長野こまち（ながのこまち）は、長野県長野市に拠点を置く出版社。タウン情報誌「長野Komachi」を始めとする雑誌・書籍の発行のほか、ウェブサイトでの情報提供、イベントの企画・開催を行っている。

## 事業

### 定期刊行誌
- 長野Komachi - 毎月25日発行の月刊タウン情報誌（女性誌）。2000年（平成12年）4月創刊[2]。
- Komachi BRiDE - 年2回（6月25日・12月25日）発行の結婚情報誌[2]。
- ナガノの家 - 年2回（6月1日・12月25日）発行の住宅情報誌[2]。
- Kids Komachi - 2月25日・5月25日・8月25日・11月25日発行の季刊育児情報誌[2]。
- 信州うまい店 - 年刊グルメ雑誌[2]。
- 長野の葬儀 - 葬儀・相続・墓選びなどを扱った終活情報誌[2]。

### 別冊・単行本
- 信州の日帰り温泉100
- 信州&近県ドライブ
- 信州のそば100
- 信州の洋食100
- 信州のラーメン100
- デリシャスコマチながの/まつもと
- Komachi グルメ&ドライブ
- 信州温泉やど
- 信州ラーメン
- 信州おいしいプチ旅

### Webサービス
- Delicious×Komachi - グルメ情報サイト[2]
- Komachi BRiDE - 結婚情報サイト[2]
- ナガノの家 - 住宅情報サイト[2]
- Kids Komoachi Web - 育児情報サイト[2]
- 長野の葬儀 - 葬儀情報サイト[2]
- Komachi Date Hotels - デートホテル情報サイト（スマートフォン向け）[2]
- GoodNagano.com - イベント情報サイト[2]

### イベント
- 信州ラーメン博 - 屋外で行うラーメンイベント - 主催(実行委員会:テレビ信州・共立プラニング・長野こまち)
- Luxury Night Party C.R.E.A.M - 音楽パーティーイベント - 主催(実行委員会:ホテル国際21・共立プラニング・長野こまち)
- 信州グルメフェスタ - 百貨店(ながの東急百貨店)催事場を使ったグルメイベント
- Mature and Adorable - 合同ブライダルフェアイベント
- プレママ＆ベビーフェス in 長野 - 子育て応援イベント - 主催:株式会社 長野こまち（後援:長野県、一般社団法人長野県助産師会、公益社団法人長野県看護協会）

## 沿革
- 1999年（平成11年）9月 - 会社設立[2]（有限会社長野こまち[要出典]）
- 2000年（平成12年）4月 - 「月刊長野こまち」創刊[2]
- 2002年(平成14年)4月 - 長野朝日放送タイアップ番組「F・F・F」開始
- 2003年(平成15年)
  - 4月 - テレビ信州タイアップ番組「街まち☆ウォッチ」開始
  - 6月 - 姉妹誌「TV&TOWN Comfy」創刊
  - 7月 - FM NAGANO(長野エフエム放送)タイアップ番組「Radio Comfy」開始
- 2005年(平成17年)
  - 8月 - Webサービス「GoodNagano.com」オープン
  - 9月 - 「第1回信州ラーメン博」開催
  - 11月 - 「長野うまい店2006」発行
- 2006年(平成18年)
  - 2月
    - 単行本「向かい風の中で」(三四六著)発行
    - ポケットブック「人生アゲンスト」(三四六著)発行

  - 6月 - 有限会社から株式会社に組織変更
  - 9月 - 「信州の日帰り温泉Select100」発行
  - 10月 - 「長野うまい店2007」発行
  - 11月 - 「第2回信州ラーメン博」開催
- 2007年(平成19年)
  - 4月
    - 「TV&TOWN Comfy」月刊化
    - 「こまちウエディング」創刊
    - ポケットブック「人生アゲンスト2」(三四六著)発行

  - 5月 - 三四六写真集「いつも一緒だ！」発行
  - 9月
    - 「長野カフェ100」発行
    - 「長野ランチ100」発行
    - 「第3回信州ラーメン博」開催

  - 11月 - 「長野うまい店2008」発行
- 2008年(平成20年)
  - 7月 - 「THE DATE HOTEL」発行
  - 11月
    - 「長野うまい店2009」発行
    - 「第4回信州ラーメン博」開催
    - Luxury Night Party「C.R.E.A.M」開催
- 2009年(平成21年)
  - 7月 - 「信州の洋食100」発行
  - 10月 - 「第5回信州ラーメン博」開催
  - 11月
    - Luxury Night Party「C.R.E.A.M」開催
    - 「長野うまい店2011」「松本うまい店2011」発行
    - Webサービス「Delicious×Komachi」オープン

  - 12月 - 「信州の日帰り温泉セレクト100」発行
- 2010年(平成22年)
  - 3月 - 「信州のそば100」発行
  - 4月 - 「信州&近県ドライブ」発行
  - 9月 - 「デリシャスコマチながの」「デリシャスコマチまつもと」発行
  - 11月 - Luxury Night Party「C.R.E.A.M」開催
  - 12月 - 「信州の日帰り温泉 東北信版」「信州の日帰り温泉 中南信版」発行
- 2011年(平成23年)
  - 2月 - 「信州のラーメン2011東北信版」「信州のラーメン2011中南信版」発行
  - 3月
    - 「信州グルメフェスタ2011」開催
    - Komachiグルメ＆ドライブ2011

  - 7月 - 「信州のおいしいパン屋さん100」発行
  - 8月 - 「信州の温泉宿」発行
  - 11月 - 「1冊丸ごと食べ放題」発行
  - 12月 - 「Komachi うまい店 Delicious Komachi 2012年版」発行
- 2012年(平成24年)
  - 3月
    - 「信州グルメフェスタ2012」開催
    - 「Komachiグルメ＆ドライブ2012」発行

  - 6月
    - 「信州の日帰り温泉セレクト」発行
    - 「キッズコマチ」発行

  - 12月 - 「Komachi うまい店 Delicious Komachi 2013年版」発行
- 2013年(平成25年)
  - 3月
    - 「Komachiグルメ＆ドライブ2013」発行
    - 「信州らーめん2013」発行

  - 6月
    - 「Mature and Adorable」開催
    - 「キッズコマチ2013」発行

  - 8月 - 「500円ランチBOOK松本」「500円ランチBOOK長野」発行
  - 12月
    - 「Komachi うまい店 Delicious Komachi 2014年版」発行
    - 「ナガノの家」創刊